# Ute Lemper
Ute Gertrud Lemper (Münster, 4 luglio 1963) è una cantante e attrice tedesca.
Formatasi come attrice teatrale sotto la guida di Susi Nicoletti, ha partecipato soprattutto a musical, tra i quali Cats, Peter Pan (1985 a Berlino), Der Blaue Engel, Chicago (Laurence Olivier Award alla migliore attrice in un musical 1998) e Cabaret (Premio Molière 1987, Rivelazione teatrale femminile). Il suo repertorio, che include anche Kurt Weill ed Édith Piaf, è tuttavia spiccatamente jazzistico, con improvvisazioni di scat.

## Biografia
È apparsa in numerosi concerti incluso "The Wall - Live in Berlin" del 21 luglio 1990, il concerto organizzato da Roger Waters in Potsdamer Platz per festeggiare il primo anniversario della caduta del muro di Berlino con brani cantati in inglese, francese e tedesco.
Doppia la voce di Ariel ne La sirenetta (film 1989) del 1989 e di Esmeralda ne Il gobbo di Notre Dame (film 1996) in tedesco.
Nel 1991 interpreta la parte di Cere nel film di Peter Greenaway "Prospero's books", originale trasposizione de "La tempesta" di Shakespeare, con la colonna sonora di Michael Nyman, ove canta il brano "The Masque".
L'album Illusions del 1992 presenta cover di Marlene Dietrich ed Édith Piaf. Nel 1998 è uscito un greatest hits, All That Jazz: The Best of Ute Lemper. L'album Punishing Kiss del 2000 comprende canzoni scritte appositamente per lei da Scott Walker, Nick Cave, Elvis Costello, Philip Glass e Neil Hannon, il quale canta anche in due brani. Dal 2003 Ute Lemper è anche autrice delle proprie canzoni.
In Italia la si ricorda al Festival di Sanremo 1991, dove ha interpretato la versione in inglese del brano La fotografia di Enzo Jannacci, intitolata Photograph.
Al cinema ha recitato nel ruolo di Maria Antonietta in L'Autrichienne (1990), di Pierre Granier-Deferre, Prorva, Bogus - L'amico immaginario (1996), Jean Galmot, aventurier, L'ultima tempesta (1991) di Peter Greenaway, Appetite e Prêt-à-Porter (1994) di Robert Altman (premiata con il National Board of Review of Motion Pictures).
Ha collaborato alla colonna sonora di numerosi film, fra cui Passioni violente, Kissing Jessica Stein e Appetite. Ute Lemper è anche pittrice, e i suoi lavori sono stati esposti in varie gallerie.
Nel 2007 partecipa come membro della giuria a Let’s Dance (versione tedesca di Ballando con le stelle).
Nel 2024 ha recitato per la prima volta in un film italiano, Eterno visionario,  diretto da Michele Placido.

## Vita privata
Vive fra Parigi e New York ed ha quattro figli, Max, Stella, Julian e Jonas.

## Discografia
- 1986: Ute Lemper Sings Kurt Weill Vol. 1 - Decca
- 1987: Life is a Cabaret
- 1988: Kurt Weill, L'opera da tre soldi - Mauceri/Lemper/Kollo/Milva, Decca
- 1989: Crimes of the Heart
- 1990: die Dreigroschenoper
- 1991: Michael Nyman's Songbook
- 1992: Illusions
- 1993: Ute Lemper Sings Kurt Weill Vol. 2 - Decca
- 1993: Espace Indécent
- 1995: City of Strangers
- 1996: Berlin Cabaret Songs - Decca
- 1997: Nuits Étranges
- 1998: All That Jazz: The Best of Ute Lemper
- 2000: Punishing Kiss
- 2002: But One Day...
- 2005: Blood and Feathers
- 2008: Between Yesterday and Tomorrow

## Filmografia parziale
- L'Autrichienne, regia di Pierre Granier-Deferre (1990)
- L'ultima tempesta (Prospero's Books), regia di Peter Greenaway (1991)
- Bogus - L'amico immaginario (Bogus), regia di Norman Jewison (1994)
- Prêt-à-Porter, regia di Robert Altman (1994)
- Gioco selvaggio (Combat de fauves), regia di Benoît Lamy (1997)
- Magic in the Moonlight, regia di Woody Allen (2014)
- Eterno visionario, regia di Michele Placido (2024)